# Manuel Valls
Manuel Carlos Valls Galfetti (n. 13 august 1962, Barcelona, Spania) este un politician francez, membru al Partidului Socialist. Începând cu 31 martie 2014, deține funcția de prim-ministru al Franței, în locul lui Jean-Marc Ayrault. Este licențiat în istorie și este tatăl a patru copii.
Din 2001 este primar al orașului Evry, iar în 2012 este numit ministru de Interne. Pe data de 31 martie 2014, este desemnat oficial de cǎtre președintele socialist al Franței, François Hollande, în funcția de prim-ministru și îndemnat sǎ formeze un nou guvern.

## Biografie
Manuel Carlos Valls Galfetti s-a nǎscut la 13 august 1962 în cartierul Horta din Barcelona, într-o familie de artiști. Tatăl său este pictorul catalan Xavier Valls, iar mama elvețiană italiană este sora arhitectului Aurelio Galfetti. Manuel Valls este fan al echipei FC Barcelona, al cărei imn a fost de altfel compus chiar de vărul tatălui său, Manuel Valls i Gorina. A fost botezat la 24 august 1962, iar nașul său de botez este Coccioli Carlo (1920-2003), scriitor italian. Manuel Vals vorbește patru limbi străine: franceză, catalană, spaniolă și italiană A studiat istoria la Universitatea din Paris, Pantheon-Sorbona. În anul 1987 se căsătorește cu profesoara Nathalie Soulié, cu care are 4 copii: Benjamin, Ugo, Joachim et Alice. Divorțat, se recǎsǎtorește în anul 2010 cu violonista Anne Gravoin.

### Carieră politică
În anul 1980, la vârsta de 17 ani, Manuel Valls aderǎ la Mișcarea Tinerilor Socialiști pentru a-l susține pe Michel Rocard. Pe durata studiilor universitare, Manuel Valls se înscrie în sindicatul studenților UNEF-ID (Uniunea Națională a studenților din Franța-Independenți și Democrați), unde devine consilierul lui Michel Rocard pentru problemele studenților. Neavând naționalitate franceză, nu poate vota la alegerile prezidențiale din 1981, care l-au adus la putere pe François Mitterrand. În anul 1982, obține naționalitatea francezǎ, iar un an mai târziu devine atașat parlamentar al deputatului Robert Chapuis. În anul 1986, la doar 24 de ani, este ales în Consiliul Regional din Île-de-France, unde devine vicepreședinte 12 ani mai târziu. În anul 1991, este delegat ministerial la Jocurile Olimpice de iarnă din 1992 de la Albertville. Apoi, în anul 1997, pierde primul tur al alegerilor parlamentare în departamentul Val-d'Oise, dar devine consilier în comunicare în cadrul cabinetului primului-ministru, Lionel Jospin.
Manuel Valls a fost primar al orașului Evry (2001-2012) și deputat al departamentului Essone (2002-2012). În anul 2007, Nicolas Sarkozy îi propune să intre în guvernul Fillon, însă acesta refuză oferta. Renunță la functia de primar în anul 2012, ca urmare a numirii sale în funcția de ministru de interne in guvernul Jean-Marc Ayrault. În campania electorală pentru alegerile prezidențiale din 2012, Valls devine director de comunicare pentru François Hollande, actualul președinte al Franței.

### Comunicarea
Pe parcursul mandatului său ca primar al orașului Evry, Curtea de Conturi evidențiază creșterea cheltuielilor în comunicare cu 852.6 %. Manuel Valls acordă o mare importanță comunicării în politică, după cum menționează la Consiliul de Miniștri, după numirea sa la Matignon: „Într-o democrație modernǎ, comunicarea nu este un cuvânt spus în zadar. Acesta este motorul acțiunii, al reformei în serviciul interesului public. Prin urmare, acțiunea politică trebuie să se integreze perfect într-o comunicare eficienta. Într-o societate în care informațiile circulǎ continuu, mesajul adresat francezilor cere mai mult profesionalism."

## Funcții deținute

### La nivel local
- 17 martie 1986–22 martie 1992 : Consilier în regiunea Île-de-France
- 11 martie 1989–31 decembrie 1998 : Viceprimar al orașului Argenteuil
- 23 martie 1992–15 martie 1998 : Consilier în regiunea Île-de-France
- 24 martie 1998–27 iunie 2002 : Vicepreședintele Consiliului regional în Île-de-France
- 20 iunie 2002–18 octombrie 2002 : Consilier în regiunea Île-de-France
- 25 martie 2001–24 mai 2012 : Primar al orașului Évry
- 07/04/2008–09 iulie 2012 : Președintele comunității aglomerării Évry-Essonne

### La nivel național
- 18 iunie 2002–21 iulie 2012 : Deputat în prima circumscripție din Essonne
- 16 mai 2012–31 martie 2014 :Ministru de Interne
- 31 martie 2014-prezent :Prim-ministru